# Степь (Хмельницкая область)
Степь (укр. Степ) — село в Шепетовском районе Хмельницкой области Украины.
Население по переписи 2001 года составляло 56 человек. Почтовый индекс — 30443. Телефонный код — 3840. Занимает площадь 0,016 км². Код КОАТУУ — 6825583803.

## Местный совет
30440, Хмельницкая обл., Шепетовский р-н, с. Ленковцы, ул. Коськовецкая, 53